# Nykvarns kommun
Nykvarns kommun är en kommun i Stockholms län. Centralort är Nykvarn.
Kommunen präglas av en småkuperad terräng med sprickdalar och moränklädda urbergskullar. De smala dalarna nära Gripsholmsviken i Mälaren är särskilt bördiga. I södra delen dominerar näringsfattiga moränjordar och hällmarker, med stora skogsområden runt sjön Yngern. 
Nykvarn har en lång historia som bruksbygd, men den epoken var över i början av 1970-talet. I början av 2020-talet var näringslivet varierat och dominerades av mindre företag. Sedan kommunen bildades 1999 har invånarantalet ökat kraftigt. Kommunen har en yngre befolkning än riksgenomsnittet.
Politiken har historiskt dominerats av Socialdemokraterna, Moderaterna och det lokala Nykvarnspartiet. Under mandatperioden 2022–2026 styrs kommunen av en koalition bestående av Socialdemokraterna, Centerpartiet, Miljöpartiet och Nykvarnspartiet.

## Administrativ historik
Kommunens område motsvarar Taxinge socken och Turinge socken och en mindre del av Västertälje socken. I dessa socknar bildades vid kommunreformen 1862 landskommuner med motsvarande namn. 
1946 uppgick Västertälje socken och landskommun i Södertälje stad.
Vid kommunreformen 1952 införlivades Taxinge landskommun i Mariefreds stad medan Turinge landskommun och Södertälje stad förblev oförändrade.
Vid kommunreformen 1971 bildades Södertälje kommun vari bland andra Södertälje stad, Turinge landskommun och Taxinge församling ur Mariefreds stad uppgick. 1999 bildades Nykvarns kommun genom en utbrytning ur Södertälje kommun av församlingarna Taxinge och Turinge samt en del som tidigare legat i västra delen av Västertälje socken.
Kommunen ingår sedan bildandet i Södertälje tingsrätts domsaga.
Kommunen ingår sedan 2015 i Förvaltningsområdet för finska. 

## Geografi
Kommunen är belägen i de norra delarna av landskapet Södermanland vid sjön Mälarens södra strand. Kommunen gränsar i norr, öster och söder till Södertälje kommun i Stockholms län samt i väster till Gnesta kommun och Strängnäs kommun i Södermanlands län.

### Topografi och hydrografi
Kommunen präglas av en småkuperad terräng med sprickdalar och moränklädda urbergskullar. De smala dalarna är särskilt bördiga nära Gripsholmsviken i Mälaren, vilket resulterar i näringsrika lerjordar och en mångfaldig vegetation med ädellövträd i kommunens norra delar. Öppna odlingsmarker omger orterna Turinge och Taxinge i denna region.
I den södra delen dominerar näringsfattiga moränjordar och hällmarker, med stora skogsområden som omger den bördiga sjön Yngern. Tätorten Nykvarn sträcker sig till stor del över Turingeåsen, en isälvsavlagring som präglas av välutvecklade rullstensåsar och dödisgropar både norr och söder om tätorten.
Nedan presenteras andelen av den totala ytan 2020 i kommunen jämfört med riket.
|  | Bebyggelse (9,5 %) |

|  | Skog (64,2 %) |

|  | Öppen myrmark (1,6 %) |

|  | Jordbruksmark (11,3 %) |

|  | Övrig mark (13,4 %) |

|  | Bebyggelse (3,1 %) |

|  | Skog (68,0 %) |

|  | Öppen myrmark (7,2 %) |

|  | Jordbruksmark (7,4 %) |

|  | Övrig mark (14,3 %) |

### Naturskydd
Ungefär en procent (0,8 procent av landytan) av Nykvarns kommuns areal hade år 2019 skydd i form av naturreservat, naturvårdsområden, naturminnen och biotopskydd. Detta motsvarade 178 hektar.
Bland naturreservat i Nykvarns kommun kan nämnas Bårsjön som även är klassat som Natura 2000-område. Bland de arter som förekommer i området märks pyrolaarter, orkidéer och mossor, till exempel platt spretmossa.

### Administrativ indelning
Fram till 2016 var kommunen för befolkningsrapportering indelad i ett enda område, Turinge-Taxinge församling.

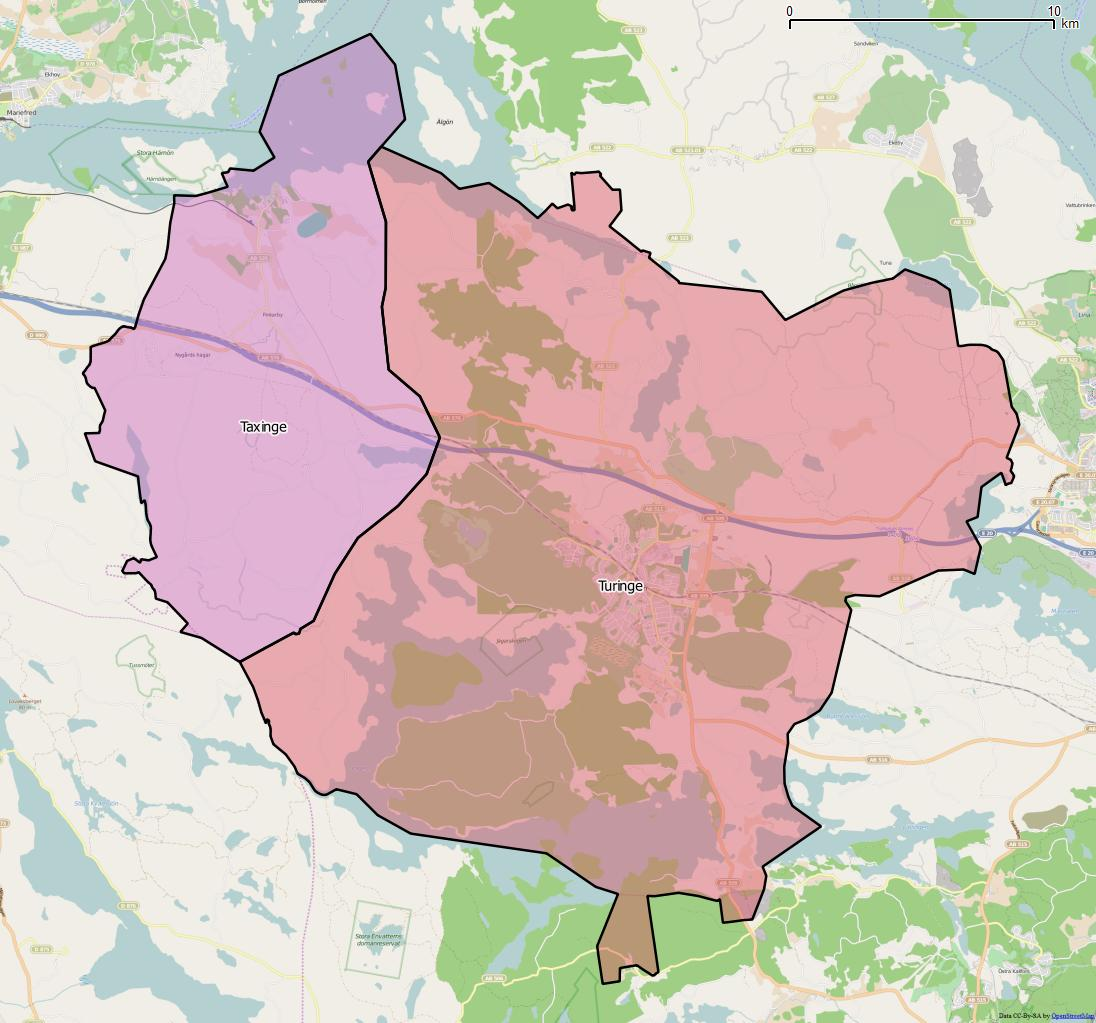
Distrikt (socknar) inom Nykvarns kommun

Från 2016 indelas kommunen i två distrikt, vilka motsvarar de tidigare socknarna: Taxinge och Turinge.

### Tätorter
År 2020 bodde 82,3 procent av kommunens invånare i någon av kommunens tätorter, vilket var lägre än motsvarande siffra för riket där genomsnittet var 87,6 procent. Vid Statistiska centralbyråns tätortsavgränsning 2020 fanns det sex tätorter i Nykvarns kommun:
| Tätort                | Befolkning |
| --------------------- | ---------- |
| Nykvarn               | 7 862      |
| Stensättra tomtområde | 416        |
| Turinge och Vidbynäs  | 305        |
| Nygårds hagar         | 234        |
| Finkarby              | 220        |
| Rimsjöhöjden          | 200        |

## Styre och politik

### Styre
Mandatperioden 2010–2014 styrdes kommunen av en koalition bestående av Nykvarnspartiet, Moderaterna, Folkpartiet och Centerpartiet. Tillsammans samlade partierna 18 av 31 mandat i kommunfullmäktige. Efter valet 2014 fick Folkpartiet lämna den styrande koalitionen medan övriga stannade kvar vid makten. I januari 2016 meddelade Centerpartiet att de lämnade makten. Partiets gruppledare Börje Karlsson sade att "Då våra förtroendevalda i nämnder och styrelser saknat yrkanderätt då vi endast tilldelats ersättarplatser har vi kommit fram till att det är bättre att stå utanför majoriteten".
Valet 2018 ledde till en ny styrande treklöver bestående av Nykvarnspartiet, Moderaterna och Miljöpartiet. Mandatperioden 2022–2026 styrs kommunen av Socialdemokraterna, Centerpartiet, Miljöpartiet och Nykvarnspartiet.

### Kommunfullmäktige

#### Presidium
| Presidium 2022–2026    | Presidium 2022–2026 | Presidium 2022–2026 |
| ---------------------- | ------------------- | ------------------- |
| Ordförande             | NP                  | Karin Wallin        |
| Förste vice ordförande | S                   | Barbro Eriksson     |
| Andre vice ordförande  | M                   | Cenneth Åhlund      |

#### Mandatfördelning 1998–2022
| 2 | 10 | 7 |  | 4 |  | 6 |

| 21 | 10 |

|  | 9 | 12 |  | 2 |  | 5 |

| 20 | 11 |

|  | 7 | 11 |  |  | 2 | 2 | 6 |

| 18 | 13 |

|  | 7 | 2 | 8 | 2 |  |  | 2 | 7 |

| 20 | 11 |

| 7 | 2 | 9 | 3 | 2 |  | 7 |

| 20 |  | 10 |

|  | 6 |  | 9 | 5 | 2 |  | 6 |

| 17 | 14 |

| 8 |  | 5 | 6 | 2 |  |  | 7 |

| 17 | 14 |

För valresultat äldre än 1998, se tidigare kommuntillhörighet; Södertälje kommun.

### Nämnder

#### Kommunstyrelse
Tidigare hade kommunstyrelsen nio ledamöter. Dessa har senare utökats till att omfatta elva ordinarie ledamöter.
| Presidium 2022–2026    | Presidium 2022–2026 | Presidium 2022–2026 |
| ---------------------- | ------------------- | ------------------- |
| Ordförande             | S                   | Märtha Dahlberg     |
| Förste vice ordförande | NP                  | Gunilla Lindstedt   |
| Andre vice ordförande  | M                   | Johan Hägglöf       |

#### Övriga nämnder
| Nämnd                      | Ordförande | Ordförande            | Vice ordförande | Vice ordförande   | Andre vice ordförande | Andre vice ordförande |
| -------------------------- | ---------- | --------------------- | --------------- | ----------------- | --------------------- | --------------------- |
| Bygg- och miljönämnden     | S          | Tommy Rova            | NP              | Jan Brolund       | M                     | Mikael Åkerlund       |
| Krisledningsnämnden        | S          | Märtha Dahlberg       | NP              | Gunilla Lindstedt | M                     | Johan Hägglöf         |
| Kultur- och fritidsnämnden | S          | Maria Salberg         | NP              | Emma Hellström    | M                     | Lembit Vilidu         |
| Utbildningsnämnden         | S          | Ann-Christine Dantoft | NP              | Per Salberg       | M                     | Lena Schulte-Austum   |
| Valnämnden                 | NP         | Thorbjörn Wallin      | S               | Krister Eriksson  | M                     | Anders Jönsson        |
| Vård- och omsorgsnämnden   | NP         | Bertil Svensson       | S               | Caroline Wenner   | M                     | Bengt Johansson       |

Källa:

## Ekonomi och infrastruktur

### Näringsliv
Nykvarn har en lång historia som bruksbygd, med både järnbruk och pappersbruk i centralorten. Järnbruket upphörde 1864 och pappersbruket 1971. I början av 2020-talet var  näringslivet i kommunen varierat och dominerades av mindre företag. Det största företaget är färgtillverkaren Tikkurila Sverige AB, som är baserat i centralorten. År 2024 var Wolkswagen den största privata arbetsgivaren med 124 anställda. Den största arbetsgivaren var dock kommunen själv med 679 anställda (2022).

### Infrastruktur

#### Transporter
I öst-västlig riktning genomkorsas kommunen av E20 och järnvägen Svealandsbanan som trafikeras av Mälartåg med stopp i Nykvarn.

## Befolkning

### Demografi

#### Befolkningsutveckling
Kommunen har en yngre befolkning än riksgenomsnittet, särskilt i åldersgruppen 0–15 år som är överrepresenterad.
Befolkningstillväxten under 2000-talet beror både på ett födelseöverskott och på inflyttning.
| Befolkningsutvecklingen i Nykvarns kommun 2000–2020                                                             | Befolkningsutvecklingen i Nykvarns kommun 2000–2020 | Befolkningsutvecklingen i Nykvarns kommun 2000–2020 | Befolkningsutvecklingen i Nykvarns kommun 2000–2020 | Befolkningsutvecklingen i Nykvarns kommun 2000–2020 |
| --- | --------------------------------------------------- | --------------------------------------------------- | --------------------------------------------------- | --------------------------------------------------- |
| |                                                     |                                                     |                                                     |                                                     |
| År |                                                     |                                                     | Folkmängd                                           |                                                     |
| 2000 | 2000                                                |                                                     | 8 052                                               |                                                     |
| 2005 | 2005                                                |                                                     | 8 354                                               |                                                     |
| 2010 | 2010                                                |                                                     | 9 331                                               |                                                     |
| 2015 | 2015                                                |                                                     | 10 192                                              |                                                     |
| 2020 | 2020                                                |                                                     | 11 222                                              |                                                     |
| Anm: Uppgifterna avser förhållandena den 31 december enligt den kommunala indelningen den 1 januari året efter. |                                                     |                                                     |                                                     |                                                     |

#### Utländsk bakgrund
Den 31 december 2018 utgjorde antalet invånare med utländsk bakgrund (utrikes födda personer samt inrikes födda med två utrikes födda föräldrar) 1 915, eller 17,53 % av befolkningen (hela befolkningen: 10 923 den 31 december 2018). Den 31 december 2002 utgjorde antalet invånare med utländsk bakgrund enligt samma definition 1 243, eller 15,15 %.

#### Invånare efter de vanligaste födelseländerna
Följande länder är de 10 vanligaste födelseländerna för befolkningen i Nykvarns kommun. Tabellen innehåller dock 11 länder då lika många invånare var födda i Indien och Rumänien som båda hamnade på 10:e plats.
| Nr | Födelseland | Antal  | Andel (%) | Andel i hela riket |
| -- | ----------- | ------ | --------- | ------------------ |
| 1  | Sverige     | 10 024 | 85,94     | 79,61              |
| 2  | Finland     | 405    | 3,47      | 1,26               |
| 3  | Irak        | 156    | 1,34      | 1,40               |
| 4  | Polen       | 121    | 1,04      | 0,94               |
| 5  | Syrien      | 86     | 0,74      | 1,88               |
| 6  | Litauen     | 40     | 0,34      | 0,17               |
| 7  | Thailand    | 38     | 0,33      | 0,43               |
| 7  | Tyskland    | 38     | 0,33      | 0,53               |
| 9  | Norge       | 37     | 0,32      | 0,38               |
| 10 | Indien      | 31     | 0,27      | 0,51               |
| 10 | Rumänien    | 31     | 0,27      | 0,34               |

## Kultur

### Kulturarv
År 2024 hade kommunen ett byggnadsminne: Taxinge-Näsby stationshus. Stationshuset uppfördes 1895 av den dåvarande ägaren till Taxinge-Näsby slott som en gåva till det privata järnvägsbolaget. Norra Södermanlands Järnväg invigdes i september 1895 av kung Oskar II, och Taxinge-Näsby stationshus togs i bruk samma år. Stationshuset, byggt i tegel med höga trappgavlar i skånsk stil, skiljde sig från andra byggnader i trakten. Taxinge-Näsby fungerade som järnvägsstation fram till 1974.

### Kommunvapen
Blasonering: I blått en stolpvis ställd slända nedan åtföljd av ett kvarnhjul, allt av guld.
Vattenhjulet symboliserar industrierna vid Turingeån. Sländan är en gul forsslända, Heptagenia sulphurea. Arten finns vid sjön Yngern inom kommunen.